# Doktor Jaciejakiegacie
Doktor Jaciejakiegacie (ang. Dr. Dimensionpants, 2014–2015) – kanadyjski serial animowany stworzony przez Brada Peytona oraz wyprodukowany przez DHX Media.
Premiera serialu w Polsce odbyła się 20 października 2014 roku na antenie Cartoon Network. Dwa tygodnie później po premierze w Polsce serial pojawił się 6 listopada 2014 roku na kanale Teletoon.

## Fabuła
Serial opisuje perypetie dwunastoletniego Kyle’a Liptona, który jest normalnym, pulchnym i impulsywnym dzieciakiem. Jednak, kiedy w jego sypialni otworzyło się przejście do innych wymiarów, pojawia się gadający jednorożec Filip, który jest członkiem Starożytnego Zakonu Jednorożców i Kosmicznych Strażników Gaci, a wraz z nim magiczny artefakt. Odtąd życie chłopca staje się zupełnie inne za sprawą świecących portek. Jako superbohater Doktor Jaciejakiegacie będzie musiał przejść specjalny trening, aby opanować potężną moc drzemiącą w kostiumie, a także uratować rodzinne miasto przed złoczyńcami z innych wymiarów, m.in. Kryształową Czachą czy Śród Mózgusem.

## Bohaterowie
- Kyle Lipton/Doktor Jaciejakiegacie – główny bohater kreskówki, który za sprawą świecących portek stał się superbohaterem jako Doktor Jaciejakiegacie.
- Filip – gadający jednorożec oraz pomocnik Doktora Jaciejakiegacie. Członek Starożytnego Zakonu Jednorożców i Kosmicznych Strażników Gaci.

## Wersja polska
Wersja polska: SDI Media Polska

Reżyseria: 
- Artur Tyszkiewicz (odc. 1-13),
- Marek Robaczewski (odc. 14-26)

Dialogi: Barbara Eyman

Montaż: Magdalena Waliszewska (odc. 15-20)

Koordynacja produkcji: Ewa Krawczyk

Wystąpili:
- Sebastian Cybulski – 
  - Steve,
  - Lennon,
  - Paweł,
  - Chomik
- Grzegorz Drojewski – Kyle Lipton/Doktor Jaciejakiegacie
- Waldemar Barwiński – 
  - Teddy,
  - Ups Junior (odc. 12b)
- Mikołaj Klimek –
  - Kryształowa Czacha (odc. 2a, 4b, 9b, 11a, 13b, 17b, 20b, 21b, 23b, 24b, 25a, 25b),
  - Kłodoludź (odc. 6b),
  - złoblin #1 (odc. 8a),
  - Upsiański król (odc. 12b)
- Adam Krylik – Holender
- Aleksander Mikołajczak – Dunley (tata Kyle’a)
- Joanna Pach – Amanda (siostra Kyle’a)
- Monika Pikuła – Rebeka
- Michał Podsiadło – Filip
- Zbigniew Suszyński – Śród Mózgus
- Mirosław Wieprzewski – czarodziej Murray (odc. 5b, 16b, 17a, 18b, 19b, 22b)
- Janusz Wituch –
  - Tabuś (odc. 4a),
  - złoblin #2 (odc. 8a),
  - Podwodniak (odc. 17b, 20a, 25a),
  - Silverstein,
  - wodni ludzie
- Anna Wodzyńska – 
  - Liz,
  - różne głosy

oraz:
- Jacek Wolszczak – Pafcio
- Tomasz Steciuk –
  - lider Knurów Wojny (odc. 2b),
  - Sel (odc. 5a)
- Hanna Kinder-Kiss – 
  - mama Kyle’a,
  - Ann-Mary
- Tomasz Jarosz – Wielki Zoron (odc. 14a)
- Jacek Król –
  - narrator w czołówce,
  - Miley,
  - czarodziej Silas (odc. 5b, 17a, 19b, 22b)
- Zbigniew Kozłowski
- Grzegorz Kwiecień – Doktor Jaciejakieskarpety (odc. 7a)
- Wojciech Chorąży – policjant (odc. 8a)
- Brygida Turowska – Thora (odc. 9a, 12a)
- Artur Pontek –
  - Ciemek Junior (odc. 15b),
  - gryf (odc. 16b),
  - Mopwai (odc. 24a)
- Krzysztof Szczepaniak –
  - Stuart (odc. 18b),
  - Krawat the Kid (odc. 23a),
  - Wrongo
- Jakub Wieczorek –
  - Butch,
  - Destructoróg (odc. 26a),
  - Prawa Ręka nr 94 (odc. 25a)
- Robert Tondera – 
  - ojciec Ciemka Juniora (odc. 15b),
  - Doktor Jaciejakiszal (odc. 23a),
  - różne role
- Paweł Szczesny – 
  - Kokokurak (odc. 19a),
  - Gobbles,
  - Stofa
- Katarzyna Kozak – 
  - Babcia,
  - Betty Yeti (odc. 22a)
- Kamil Pruban – 
  - Slob,
  - różne role
- Marta Dylewska – Doktorka Jaciejakaspódniczka (odc. 24b)
- Joanna Borer

i inni
Lektor: Paweł Ciołkosz

## Spis odcinków
| Premiera odcinka | Premiera odcinka | N/o | Polski tytuł                                        | Angielski tytuł                      |
| ---------------- | ---------------- | --- | --------------------------------------------------- | ------------------------------------ |
|                  |                  |     |                                                     |                                      |
| SERIA PIERWSZA   |                  |     |                                                     |                                      |
|                  |                  |     |                                                     |                                      |
| 06.11.2014       | 12.11.2014       | 01  | Ten jeden jedyny                                    | Horn to be Wild                      |
| 06.11.2014       | 12.11.2014       | 01  | Brawo, Doktorze, brawo                              | Bravo Dimensionpants                 |
|                  |                  |     |                                                     |                                      |
| 13.11.2014       | 20.10.2014       | 02  | Mózgus na przyjaciela                               | BBF Cortex                           |
| 13.11.2014       | 20.10.2014       | 02  | Bąblo-afera                                         | Bubble Trouble                       |
|                  |                  |     |                                                     |                                      |
| 20.11.2014       | 17.11.2014       | 03  | Jaciejaki biwak                                     | Dr. Dimensionpants Camp              |
| 20.11.2014       | 17.11.2014       | 03  | Ach te baby                                         | Cupcakes at Large                    |
|                  |                  |     |                                                     |                                      |
| 27.11.2014       | 23.10.2014       | 04  | Ja, Tabuś                                           | I Tabby                              |
| 27.11.2014       | 23.10.2014       | 04  | Robo-misio                                          | Robo-Teddy                           |
|                  |                  |     |                                                     |                                      |
| 04.12.2014       | 27.10.2014       | 05  | Gwiazda, nie jednorożec                             | Showbiz Unicorn                      |
| 04.12.2014       | 27.10.2014       | 05  | Ludzkie stworzenie                                  | My Pet Human                         |
|                  |                  |     |                                                     |                                      |
| 11.12.2014       | 05.03.2015       | 06  | Betty Yeti                                          | Best Christmas Yeti                  |
| 11.12.2014       | 05.03.2015       | 06  | Świąteczna porażka w wielkim stylu                  | Christmas Eve Of Destruction         |
|                  |                  |     |                                                     |                                      |
| 06.01.2015       | 28.10.2014       | 07  | Odpada, dziecko!                                    | Poppacorn                            |
| 06.01.2015       | 28.10.2014       | 07  | Żartu, żartu, żartu                                 | Pranks-a-lot                         |
|                  |                  |     |                                                     |                                      |
| 13.01.2015       | 29.10.2014       | 08  | Doktor Jaciejakieskarpety                           | The Dr. Dimensionsocks               |
| 13.01.2015       | 29.10.2014       | 08  | Śród Mózgus i plan taki, że nikt się nie spodziewał | Cortex in the Vortex                 |
|                  |                  |     |                                                     |                                      |
| 16.01.2015       | 21.10.2014       | 09  | Nieprzyjemny tatulo                                 | Evil Dad                             |
| 16.01.2015       | 21.10.2014       | 09  | Komu małe chrum chrum?                              | Are You Ready To Oink?!              |
|                  |                  |     |                                                     |                                      |
| 18.01.2015       | 22.10.2014       | 10  | Taniec zwycięstwa                                   | In Yo’ Face Dance                    |
| 18.01.2015       | 22.10.2014       | 10  | Jaskiniowy Jim                                      | Cave Crasher                         |
|                  |                  |     |                                                     |                                      |
| 20.01.2015       | 30.10.2014       | 11  | Jak przechytrzyć złoblina                           | How to Scram a Roblin                |
| 20.01.2015       | 30.10.2014       | 11  | Sroga kara, co miała być, i była                    | Fee Fine Foe                         |
|                  |                  |     |                                                     |                                      |
| 27.01.2015       | 13.11.2014       | 12  | Jaciejakielinie                                     | Air Dimensionpants                   |
| 27.01.2015       | 13.11.2014       | 12  | Lala jak nie ta lala                                | Dolly of Doom                        |
|                  |                  |     |                                                     |                                      |
| 03.02.2015       | 18.11.2014       | 13  | Turniej wikingów                                    | Viking Games                         |
| 03.02.2015       | 18.11.2014       | 13  | Halo, czy jest tu gdzieś jakiś doktor?              | Is There a Doctor in this Dimension? |
|                  |                  |     |                                                     |                                      |
| 19.02.2015       | 10.11.2014       | 14  | Jak prać, to wyłącznie na sucho                     | Dry Clean Only                       |
| 19.02.2015       | 10.11.2014       | 14  | Księżnisia i ropuch                                 | Princess Perfectpants                |
|                  |                  |     |                                                     |                                      |
| 23.06.2015       | 23.02.2015       | 15  | Wielkie pudło za karę                               | Unicrone Penalty Box                 |
| 23.06.2015       | 23.02.2015       | 15  | Różowe Piórko                                       | The Pink Feather                     |
|                  |                  |     |                                                     |                                      |
| 30.06.2015       | 24.02.2015       | 16  | Kto ma zmądrzeć, ten zmądrzeje                      | Get Smarter                          |
| 30.06.2015       | 24.02.2015       | 16  | Ciemek Junior                                       | Motho's Boy                          |
|                  |                  |     |                                                     |                                      |
| 07.07.2015       | 25.02.2015       | 17  | Czapa, co kryje róg                                 | Horn Control                         |
| 07.07.2015       | 25.02.2015       | 17  | Zawiłe poziomy urodzinowej magii                    | Level 7 Birthday Magician            |
|                  |                  |     |                                                     |                                      |
| 14.07.2015       | 26.02.2015       | 18  | Niewinne miłostki                                   | Horsing Around                       |
| 14.07.2015       | 26.02.2015       | 18  | Doktor Jaciejakizjazd                               | Dr. Conventionpants                  |
|                  |                  |     |                                                     |                                      |
| 21.07.2015       | 27.02.2015       | 19  | Lenistwo popłaca                                    | Faster, Higher, Lazier               |
| 21.07.2015       | 27.02.2015       | 19  | Duszne okoliczności przyrody                        | The Phantom Nuisance                 |
|                  |                  |     |                                                     |                                      |
| 28.07.2015       | 02.03.2015       | 20  | Dzień indyka                                        | Goody Gobbles                        |
| 28.07.2015       | 02.03.2015       | 20  | Los Fantasticos Liptonos                            | Los Luchadores Lipton                |
|                  |                  |     |                                                     |                                      |
| 04.08.2015       | 03.03.2015       | 21  | Jak coś złapiesz, to wypuszczaj                     | Catch And Release                    |
| 04.08.2015       | 03.03.2015       | 21  | Nie taki cichy wielbiciel                           | Not So Secret Admirer                |
|                  |                  |     |                                                     |                                      |
| 11.08.2015       | 06.03.2015       | 22  | Co dwie ręce, to nie jedna                          | The Sidekickin’ It                   |
| 11.08.2015       | 06.03.2015       | 22  | Nie za mądra opiekunka                              | Brainysitter                         |
|                  |                  |     |                                                     |                                      |
| 18.08.2015       | 09.03.2015       | 23  | Urodzinowa czystka                                  | Destroy All Chores                   |
| 18.08.2015       | 09.03.2015       | 23  | Doktorka Jaciejakaspódniczka                        | Dr. Dimensionskirt                   |
|                  |                  |     |                                                     |                                      |
| 25.08.2015       | 13.05.2015       | 24  | Prawa Ręka nr 94                                    | Henchman N.O. 94                     |
| 25.08.2015       | 13.05.2015       | 24  | Mniejsze zło                                        | The Lesser Evil                      |
|                  |                  |     |                                                     |                                      |
| 15.09.2015       | 04.03.2015       | 25  | Umilator                                            | Nice-Inator                          |
| 15.09.2015       | 04.03.2015       | 25  | Psindel szwindel                                    | Wrongo Bongo                         |
|                  |                  |     |                                                     |                                      |
| 22.09.2015       | 13.05.2015       | 26  | Ciężka sprawa z tymi przyjaciółmi                   | Destructocorn Transform!             |
| 22.09.2015       | 13.05.2015       | 26  | Doktorkom wstęp wzbroniony                          | Menters Only                         |
|                  |                  |     |                                                     |                                      |